# 正明寺 (稲沢市の地名)
正明寺（しょうめいじ）は、愛知県稲沢市の地名。

## 歴史

### 沿革
- 1980年（昭和55年） - 稲沢市小池正明寺町・高御堂町の各一部により、同市正明寺2丁目が成立[1]。
- 1984年（昭和59年） - 1丁目が成立[1]。

### 人口の変遷
国勢調査による人口および世帯数の推移。
| 1995年（平成7年）  | 771世帯 2099人 |  |
| 2000年（平成12年） | 826世帯 2074人 |  |
| 2005年（平成17年） | 844世帯 2074人 |  |
| 2010年（平成22年） | 851世帯 2014人 |  |
| 2015年（平成27年） | 916世帯 2029人 |  |
| 2020年（令和2年）  | 972世帯 2046人 |  |

## 地理

### 河川・池沼
- 大江川

### 交通
- 愛知県道62号春日井稲沢線
- 愛知県道136号一宮清須線
- 名鉄名古屋本線
- 名鉄バス・稲沢市コミュニティバス正明寺停留所

- 正明寺バス停

### 正明寺一丁目
- 吹上公園
- 大垣共立銀行レジデンス稲沢
- 大垣共立銀行稲沢寮
- 愛ホープチャーチ稲沢キリスト教会
- 大垣西濃信用金庫稲沢支店
- 日本生命稲沢営業部
- 正明神社
- 正明寺
- 御嶽神社

- 吹上公園
- 日本生命稲沢営業部
- 正明神社
- 正明寺

### 正明寺二丁目
- 稲沢市立稲沢中学校
- 白山公園

### 正明寺三丁目
- 名古屋文理大学文化フォーラム
- 稲沢市中央図書館

- 名古屋文理大学文化フォーラム
- 稲沢市中央図書館

### 学区
|                                        | 小学校               | 中学校             | 高等学校 |
| -------------------------------------- | -------------------- | ------------------ | -------- |
| 正明寺一丁目                           | 稲沢市立小正小学校   | 稲沢市立稲沢中学校 | 尾張学区 |
| 正明寺二丁目(1～21,22-7～22-18,23～29) | 稲沢市立小正小学校   | 稲沢市立稲沢中学校 | 尾張学区 |
| 正明寺三丁目                           | 稲沢市立小正小学校   | 稲沢市立稲沢中学校 | 尾張学区 |
| 正明寺二丁目(22-1～22-6,22-19～22-40)  | 稲沢市立高御堂小学校 | 稲沢市立稲沢中学校 | 尾張学区 |
| 正明寺四丁目(うち1～8)                 | 稲沢市立大塚小学校   | 稲沢市立稲沢中学校 | 尾張学区 |
| 正明寺四丁目(1～8を除く)               | 稲沢市立大塚小学校   | 稲沢市立大里中学校 | 尾張学区 |

### WEB
1. 1 2  総務省統計局 (2022年2月10日). “令和2年国勢調査の調査結果(e-Stat) - 男女別人口，外国人人口及び世帯数－町丁・字等” (CSV). 2023年8月2日閲覧。
2. ↑  “愛知県稲沢市の町丁・字一覧”.   人口統計ラボ. 2023年5月5日閲覧。
3. ↑  “読み仮名データの促音・拗音を小書きで表記するもの(zip形式) 愛知県” (zip).   日本郵便 (2024年2月29日). 2024年3月26日閲覧。
4. ↑  “市外局番の一覧” (PDF).   総務省 (2022年3月1日). 2022年3月22日閲覧。
5. ↑  “ナンバープレートについて”.   一般社団法人愛知県自動車会議所. 2024年1月21日閲覧。
6. ↑  総務省統計局 (2014年3月28日). “平成7年国勢調査の調査結果(e-Stat) - 男女別人口及び世帯数 －町丁・字等” (CSV). 2021年7月20日閲覧。
7. ↑  総務省統計局 (2014年5月30日). “平成12年国勢調査の調査結果(e-Stat) - 男女別人口及び世帯数 －町丁・字等” (CSV). 2021年7月20日閲覧。
8. ↑  総務省統計局 (2014年6月27日). “平成17年国勢調査の調査結果(e-Stat) - 男女別人口及び世帯数 －町丁・字等” (CSV). 2021年7月21日閲覧。
9. ↑  総務省統計局 (2012年1月20日). “平成22年国勢調査の調査結果(e-Stat) - 男女別人口及び世帯数 －町丁・字等” (CSV). 2021年7月21日閲覧。
10. ↑  総務省統計局 (2017年1月27日). “平成27年国勢調査の調査結果(e-Stat) - 男女別人口及び世帯数 －町丁・字等” (CSV). 2021年7月21日閲覧。
11. 1 2 3 4 5  稲沢市役所 教育委員会事務局 学校教育課 学習支援グループ (2020年4月9日). “住所50音順通学区域（小・中学校）”.   稲沢市. 2024年5月28日閲覧。

### 書籍
1. 1 2  「角川日本地名大辞典」編纂委員会 1989, p. 694.